# Richard Edmunds
Richard Edmunds (* 5. Dezember 1937) ist ein ehemaliger US-amerikanischer Sprinter.
Bei den Panamerikanischen Spielen 1963 in São Paulo siegte er in der 4-mal-400-Meter-Staffel.
Seine persönliche Bestzeit über 400 m von 46,2 s stellte er am 2. Juli 1960 in Palo Alto auf.